# NGC 5077
NGC 5077 é uma galáxia elíptica (E3) localizada na direcção da constelação de Virgo. Possui uma declinação de -12° 39' 24" e uma ascensão recta de 13 horas, 19 minutos e 31,6 segundos.
A galáxia NGC 5077 foi descoberta em 11 de Maio de 1784 por William Herschel.